# Thompson Springs
Thompson Springs – jednostka osadnicza w Stanach Zjednoczonych, w stanie Utah, w hrabstwie Grand.